# Rahbarān
Rahbarān (persiska: رهبران) är en ort i Iran.   Den ligger i provinsen Hormozgan, i den sydöstra delen av landet, 1 000 km sydost om huvudstaden Teheran. Rahbarān ligger 459 meter över havet och antalet invånare är 208.
Terrängen runt Rahbarān är platt åt nordväst, men åt sydost är den kuperad. Rahbarān ligger nere i en dal. Runt Rahbarān är det ganska glesbefolkat, med 28 invånare per kvadratkilometer. Närmaste större samhälle är Hīzbandegān, 11,0 km norr om Rahbarān. Trakten runt Rahbarān är ofruktbar med lite eller ingen växtlighet.